# Едґар Барт
Вільфред Едґар Барт (нім. Wilfried Edgar Barth), (нар. 26 січня 1917 — пом. 20 травня 1965) — німецький автогонщик, пілот Формули-1 (1953-1964).